# Sylvain Marveaux
Sylvain Marveaux, född 15 april 1986 i Vannes, Frankrike, är en fransk fotbollsspelare (mittfältare) som spelar för Charlotte Independence. Mellan 2006 och 2008 spelade han 11 matcher och gjorde 4 mål för det franska U21-landslaget.

## Karriär
Marveaux kom till Rennes 2001 och spelade först i ungdomslaget och reservlaget innan han skrev på ett treårskontrakt 2006 och flyttades upp i A-laget. Säsongen 2006-2007 spelade han 28 ligamatcher och gjorde 5 ligamål när Rennes slutade på en fjärde plats i den franska ligan. Han missade majoriteten av säsongen 2008-2009 på grund av en hamstringskada som han ådrog sig den 19 augusti under en landslagssamling. Nästkommande säsong medverkade Marveaux i 35 av 38 ligamatcher och gjorde samtidigt 10 mål. 
Den 18 juni 2011 meddelade Newcaslte att Marveaux skrivit på ett femårskontrakt med klubben.
Den 29 juni 2021 värvades Marveaux av amerikanska USL Championship-klubben Charlotte Independence.